# Pont de Messine
 (août 2025).
Si vous disposez d'ouvrages ou d'articles de référence ou si vous connaissez des sites web de qualité traitant du thème abordé ici, merci de compléter l'article en donnant les références utiles à sa vérifiabilité et en les liant à la section « Notes et références ».

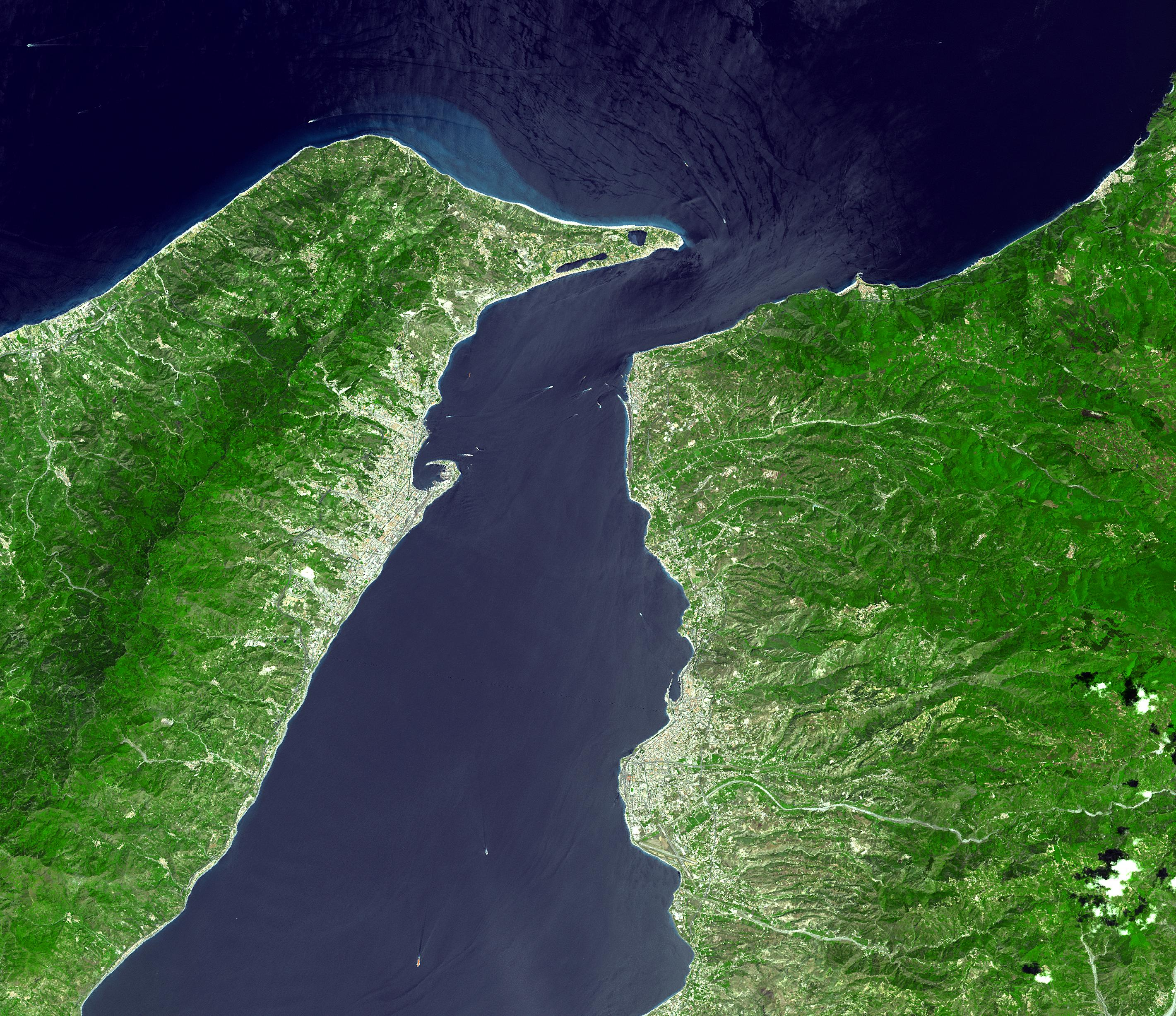
Vue satellite du détroit de Messine

Le pont de Messine est un projet de pont suspendu en Italie sur le détroit de Messine qui sépare la pointe de la « botte » italienne, en Calabre, et la Sicile, entre Villa San Giovanni, d'une part, et Messine, d'autre part.
D'une portée unique de 3 660 mètres, qui est exactement la distance du détroit et 60 mètres de largeur, il doit battre la plupart des records en matière de ponts, en particulier celui du pont du détroit des Dardanelles. Ouvrage multifonctionnel, il doit permettre de relier les réseaux routiers (140 000 véhicules attendus par jour) et ferroviaire (200 trains attendus par jour) de part et d'autre du détroit.

## Histoire

### Histoire ancienne
Le projet d'établir un lien entre la Sicile et le continent remonte à l'époque romaine. Selon les récits de Strabon et Pline l'ancien, le consul Lucius Caecilius Metellus, victorieux de la bataille de Panormus en 251 av. J.-C., aurait disposé un alignement de barques à travers le détroit pour acheminer vers Rome les éléphants de guerre pris aux Carthaginois.
En an 800, lorsque l'empereur Charlemagne arrive en Calabre, il demande à ses hommes de construire une série de ponts flottants.
En 1130, Roger II, roi des Pouilles, Sicile et Calabre, à partir de 1130, ordonne à ses ingénieurs d'étudier une liaison entre les parties de son royaume : en pratique, première étude de faisabilité du pont. Mais le souverain meurt à Palerme en 1154.

### XIXe siècle
En 1866, sous le gouvernement de Bettino Ricasoli, le ministre des travaux publics Stefano Jacini confie à l'ingénieur Alfredo Cottrau la tâche d'étudier la construction d'un pont. Mais un autre ingénieur, Carlo Navone, essaie de convaincre le ministre qu'il serait préférable de réaliser une liaison sous-marine. À la fin du XIXe siècle, c'est l'idée d'un tunnel qui prévaut. 
En 1876, Giuseppe Zanardelli, déclare qu’« au-dessus ou au-dessous des vagues, la Sicile doit être unie au continent ».

### XXe siècle
En 1908, aux premières lueurs du 28 décembre, un tremblement de terre dévastateur, dont l'épicentre se trouve dans le détroit, détruit Reggio Calabria et Messine, faisant 120 000 victimes. Le projet de construction d'un pont ne fera plus parler de lui pendant de nombreuses années.
En 1958, la société publique Gruppo Ponte di Messina est créée, une entreprise dont les actionnaires principaux sont Finsider (filiale de l'IRI, Fiat S.p.A., Italcementi et Pirelli, tandis que l'architecte Armando Brasini (en) conçoit une structure à plusieurs travées, qui repose sur une île artificielle. En 1969, un concours à projet est organisé par le Ministère des Travaux Publics italien et par l'ANAS S.p.A. pour recueillir des idées sur la manière de réaliser le raccordement. 143 projets sont présentés dont certains très extravagants et 12 d'entre eux sont récompensés.
La société de droit public « Stretto di Messina » a été instituée en 1981 pour réaliser, en tant que maître d'ouvrage, les études et la conception d'un projet de lien fixe entre la Sicile et le continent, la construction de l'ouvrage et sa gestion ultérieure. Ses principaux actionnaires, outre les régions de Sicile et Calabre, étaient des entreprises publiques : Fintecna SpA (Finanziaria per i Settori Industriale e dei Servizi), Rete ferroviaria italiana SpA et ANAS (société gestionnaire des routes nationales et autoroutes italiennes). En 1986, la société Stretto di Messina présente trois études de faisabilité : liaison souterraine, pont à une et deux travées. L'Eni, en revanche, propose la construction d'un tube flottant ancré au fond marin, appelé « pont d'Archimède ». En 1992, Bettino Craxi, Président du Conseil, annonce que le pont sera construit, mais l'opération Mani Pulite bloque la réalisation du projet.

### XXIe siècle
En 2001, Silvio Berlusconi, Président du Conseil, place la réalisation du pont en tête des priorités de son gouvernement. La société Stretto di Messina actualise le projet préliminaire datant de 1992. Ce projet, dont le coût a été estimé à 4,6 milliards d'euros (valeur 2002), faisait partie des trente projets prioritaires du réseau transeuropéen de transport (TEN) dont la révision a été approuvée le 12 décembre 2003 par le Conseil européen. Il a été retiré des priorités européennes le 11 mars 2004. En 2004, l'appel d'offres international pour la réalisation du projet en entreprise générale (general contractor) est publié au Journal Officiel italien, cinq groupements se portent candidats. Le marché de la construction du pont a été attribué le 12 octobre 2005, à la suite d'un appel d'offres, à un consortium dirigé par la société Impregilo, numéro un italien des travaux publics pour un montant global de 3,88 milliards d'euros. Le consortium est ainsi composé : Impregilo (45 %), Sacyr SA (18,70 %), Società Italiana Condotte d'Acqua (15 %), Cooperativa CMC (13 %), Ishikawajma-Harima Heavy Industries Co. (6,30 %) et Aci Consorzio Stabile du groupe Gavio (2 %). Sa mise en service est initialement prévue pour l'année 2012. Mais en 2006, le gouvernement italien de Romano Prodi renonce au projet. 
En 2008, le gouvernement Berlusconi promet que le pont sera réalisé et le financement est annoncé comme réglé en 2009. En 2009, le groupement Eurolink est défini comme l'entreprise générale pour la réalisation du projet qui, selon la Cour des Comptes, a coûté 128,6 millions d'euros entre 1982 et 2005. En décembre 2010, le projet graphique est présenté au public . Il devait coûter 6 milliards d'euros, dont 2,5 financés par la société Stretto di Messina, le maître d'ouvrage. En octobre 2011, l'Assemblée italienne a voté un amendement, présenté par l'opposition, supprimant le financement prévu pour la réalisation de l'ouvrage. En février 2013, cette même assemblée décide l'abandon du projet pour cause de rigueur budgétaire. En  2013, le ministère du Patrimoine culturel approuve le projet, mais la société Stretto di Messina est liquidée par le gouvernement d'Enrico Letta. En 2016, le gouvernement présidé par Matteo Renzi déclare qu'après la phase de réformes dont le pays a besoin, il se consacrera aux grands travaux déjà approuvés, à commencer par le pont.
En 2021, le gouvernement de Mario Draghi va dépoussiérer le projet, en confiant aux Chemins de fer de l'État italien, dont l'ANAS S.p.A. fait maintenant partie, une nouvelle étude de faisabilité. En 2022, après les élections législatives remportées par une coalition de droite, le ministre des Infrastructures et des Transports du gouvernement de Giorgia Meloni, Matteo Salvini proclame son intention de commencer les travaux du pont en 2024. Le 16 mars 2023, le Conseil des ministres du gouvernement de Giorgia Meloni confirme que, « sous réserve d'accords », la société Stretto di Messina, mise en sommeil et maintenant réactivée, fixe un nouveau planning de construction du pont, pour lequel le ministre Matteo Salvini attend l'approbation du projet exécutif avant le 31 juillet 2024. La société des chemins de fer italiens FS, l'ANAS S.p.A., les régions Sicile et Calabre et, à hauteur d'au moins 51%, le Ministère de l'Économie et des Finances sont appelés à participer au capital de l'entreprise. Le projet devrait rester celui de 2011, avec les actualisations techniques nécessaires, qui prévoit la construction du pont suspendu le plus long au monde avec une travée centrale unique de 3,2 km de longueur, pour une longueur totale de 3,66 km. L'ouvrage est conçu pour résister à un séisme jusqu'à 7,1 degrés sur l'échelle de Richter. Le gouvernement italien relance en 2024 une étude écologique pour étudier la faisabilité du projet et son impact sur les milieux naturels locaux. Le projet sera finalement validé par le ministère de l'environnement italien en 2024, sous réserve de modifications. Les travaux devraient commencer en 2025 et se poursuivre pendant six ans. En août 2025, le gouvernement Meloni valide le projet en considérant que son financement prendra place dans la part non militaire de l'engagement pris par l'Italie vis-à-vis de l'OTAN d'augmenter son budget de défense.

## Caractéristiques techniques

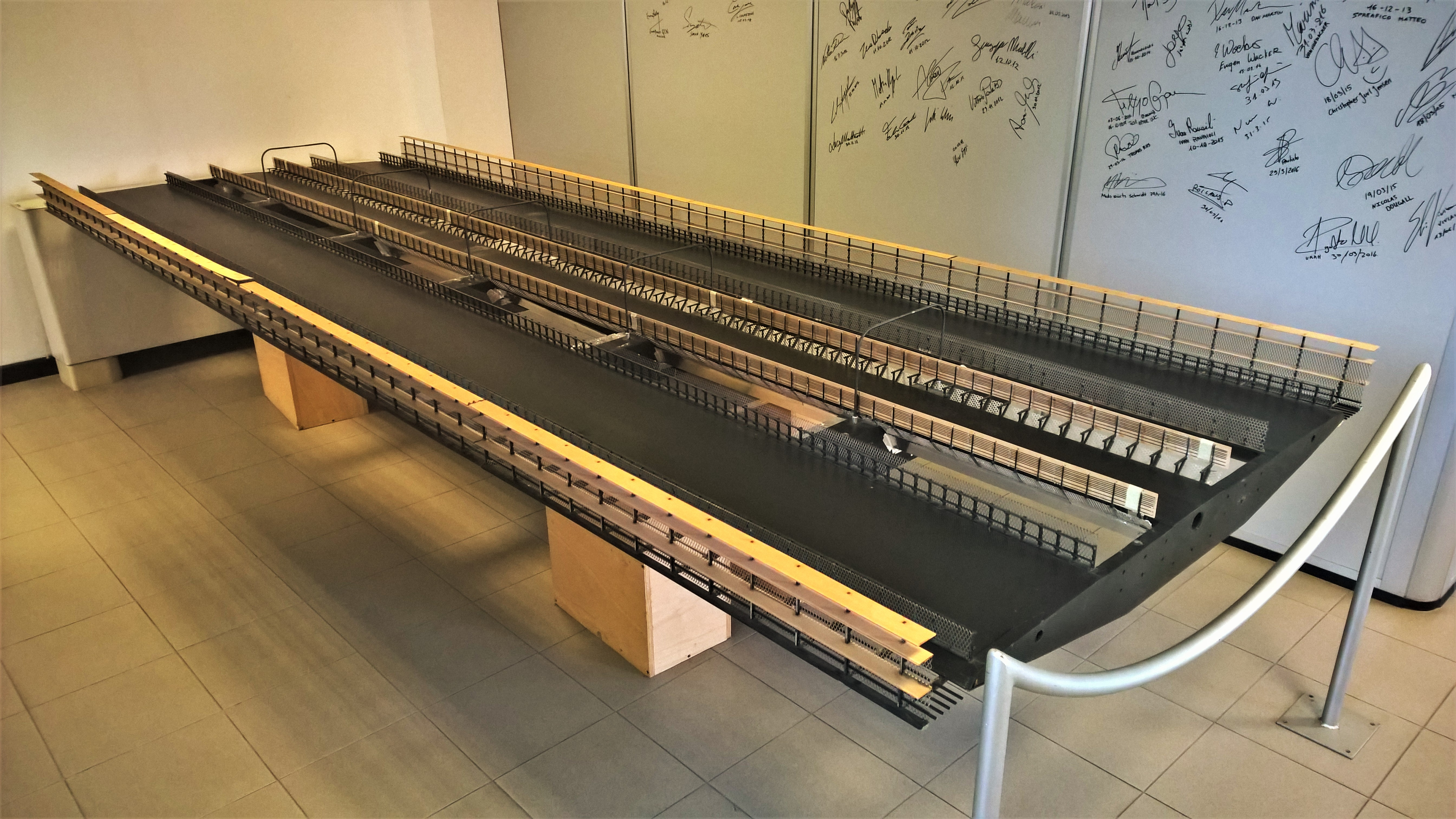
Maquette d'un tronçon du pont de Messine utilisée dans la soufflerie de l'école Politecnico di Milano

- Type de pont : pont suspendu
- Longueur totale : 5 070 m
- Portée principale : 3 300 m
- Largeur du tablier : 70 m

(six voies autoroutières, deux voies ferroviaires)
- Hauteur des piles : 382,6 m
- Coût total prévisionnel : 6 milliards d'euros.
- Péage prévisionnel : 8 € (voiture particulière), 80 € (autocar), 50 à 63 € (camion)
- Capacité : 6 000 véhicules par heure, 200 trains par jour

## Défis techniques
Parmi les défis à relever, outre la portée unique sans pile intermédiaire dans la mer qui impose des dimensions exceptionnelles, figurent le risque sismique très élevé dans la région et le vent. Par conception, il est prévu pour résister à des vents de 216 km/h et à des séismes de magnitude 7,1.

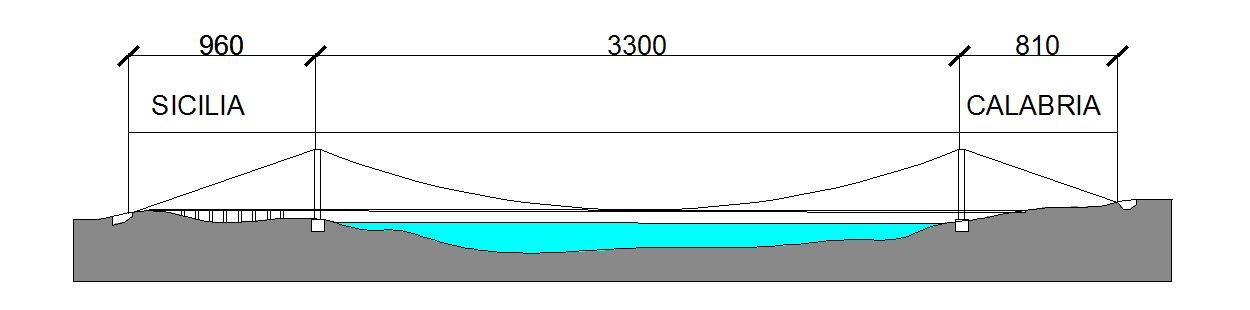
Schéma en élévation du pont

## Controverse
En décembre 2004, des manifestations de partis de gauche et écologistes ont dénoncé le coût et les risques pour l'environnement. Refusant le début même des travaux, ils militent pour l'investissement des sommes dans la rationalisation des transports actuellement déficients en Sicile et en Calabre.
Se posent également des problèmes écologiques liés à l'équilibre d'une zone sauvage comprenant plus de 300 espèces d'oiseaux : la commission européenne a accusé le 26 octobre 2005 l'Italie d'avoir fait preuve de légèreté lors de l'étude d'impact du projet sur l'environnement.